# Great Snoring
Great Snoring är en by och en civil parish i North Norfolk i Norfolk i England. Orten har 143 invånare (2011). Byn nämndes i Domedagsboken (Domesday Book) år 1086, och kallades då Snaringa.